# Appianosz
Appianosz (ógörögül: Ἀππιανός, latinul: Appianus, Alexandria, 95 – Róma, 165) alexandriai görög történetíró. Fő műve a Római történelem.

## Élete
Életéről jószerével csak annyi információval rendelkezünk, amennyit ő maga elárul művében. Alexandriában született, majd miután fontos tisztségeket töltött be Egyiptomban Rómába ment, ahol ügyvédi karriert futott be. 147-ben barátja, Marcus Cornelius Fronto ajánlására a császár procuratorrá nevezte ki Egyiptomba. A kinevezés jelzi, hogy Appianosz az lovagrend tagjai közé tartozott. 162 előtt írta meg 24 kötetes művét, melyben földrajzi egységenként végigveszi a római fennhatóság alá tartozó területek történelmét.

## Műve
Művének koncepciója hasonló Polübioszéhoz: Appianosz a könyveit a rómaiakkal háborúba kerülő és meghódoló népek szerint írja. Az egyes népek történetéről szóló könyveket pedig aszerint rendezte el egymás után, hogy a rómaiak melyik néppel mikor keveredtek először háborúba. Tudatosan vállalja az ismétléseket: az egyes népek történetének elbeszélése során előadottak más népeknél más kontextusban újra előjöhetnek. 
Kiemelkedő jelentőségre a római polgárháborúkat bemutató könyvek emelkedtek. Az illíriai háborúk története Pannóniára vonatkozóan tartalmaz értékes információkat. Nem világos, hogy az egyes könyvek összeállításának milyen forrásokat használt, maga csak ritkán említi meg az általa használt dokumentumokat.

### A fennmaradt könyvek tartalma
| I. könyv         | A (római) királyság története         |
| II. könyv        | Itália története                      |
| III. könyv       | A samnisok története                  |
| IV. könyv        | A kelta háborúk                       |
| V. könyv         | Szicília és a szigetek története      |
| VI. könyv        | Ibéria története                      |
| VII. könyv       | A hannibáli háborúk                   |
| VIII. könyv      | Libya története, Numidia története    |
| IX. könyv        | Makedónia története, Az illyr háborúk |
| XI. könyv        | Syria története                       |
| XII. könyv       | A mithridatési háborúk                |
| XIII-XVII. könyv | A római polgárháborúk                 |

A 24 kötetes műből fennmaradtak az Előszó, 6-8. könyvek, a 9. könyv egy része, a 11-17. könyvek. A többiről tartalmi összefoglalók, töredékek 
maradtak fenn.

### A római polgárháborúk
Appianosz művének szinte érintetlenül fennmaradt része a polgárháborúkról szóló könyvei. Magyarra először Hahn István fordított le ezeket, és hosszú ideig csak ezeket lehetett olvasni magyarul. Ugyancsak Hahn István volt az, aki a nemzetközi tudományosság számára bebizonyította, hogy Appianosz önálló koncepcióval rendelkező történetíró volt.
Appianosz a római polgárháborúk okaként a római földkérdést tárgyalja, ami miatt Marx kedvenc olvasmánya volt. Egy Engelshez írt, 1861. február 27-én kelt levelében Marx beszámol arról, hogy esténként kikapcsolódásként Appianoszt szokott olvasni, és lenyűgözi materializmusa, illetve az, hogy a termelőeszközökért folytatott (osztály)harcot mutatja be az események fő okaként.
Appianosz beszámol arról, hogy a rómaiak a hódításaik során hatalmuk alá került népek földjeinek egy részét állami közfölddé, ager publicusszá nyilvánították. Ezt elméletileg felosztották a római polgárok és az itáliai szövetségesek között, azonban egy idő után a gazdagok megkaparintották a földeket, majd nem adták ki őket bérletbe, mivel a bérlő polgárokat és szövetségeseket katonáskodási kötelezettség terhelte, és félő volt, hogy a gyakori háborúskodás miatt elmarad a bérletből remélt haszon. A gazdagok emiatt rabszolgákat telepítettek a birtokaikra. A szövetségesek azonban lázadozni kezdtek, hogy ezzel megszűnik a munkalehetőség számukra, ráadásul a rabszolgák egyre növekvő tömege veszélyt jelent rájuk. Emiatt a 367-es évben elfogadták a Licinius-Sextius-féle törvényeket. Ezeket azonban senki sem tartotta be egy idő után. Ekkor Tiberius Sempronius Gracchus majd Gaius Sempronius Gracchus próbálta a földkérdést megoldani – sikertelenül. Az ezt követő események, mint a rabszolgafelkelések, a szövetségesek fellázadása, illetve a polgárháború jórészt a földkérdés megoldatlanságából fakadtak.

## Magyarul
- Appianos: A római polgárháborúk görögül és magyarul I-II. (Görög és latin írók 12-13.), Akadémiai Kiadó, 1967, 1084 p
- Appianosz: Róma története; ford. Forisek Péter, Hahn István, Kató Péter, Németh György, Sipos Flórián (Sapientia humana sorozat). Osiris Kiadó. Budapest, 2008. ISBN 9789633899106

## Külső linkek
- Wolfgang Haase: Aufstieg und Niedergang Der Römisches Welt. Online:
- Marx levele Engelshez